# 坂上田村麻呂

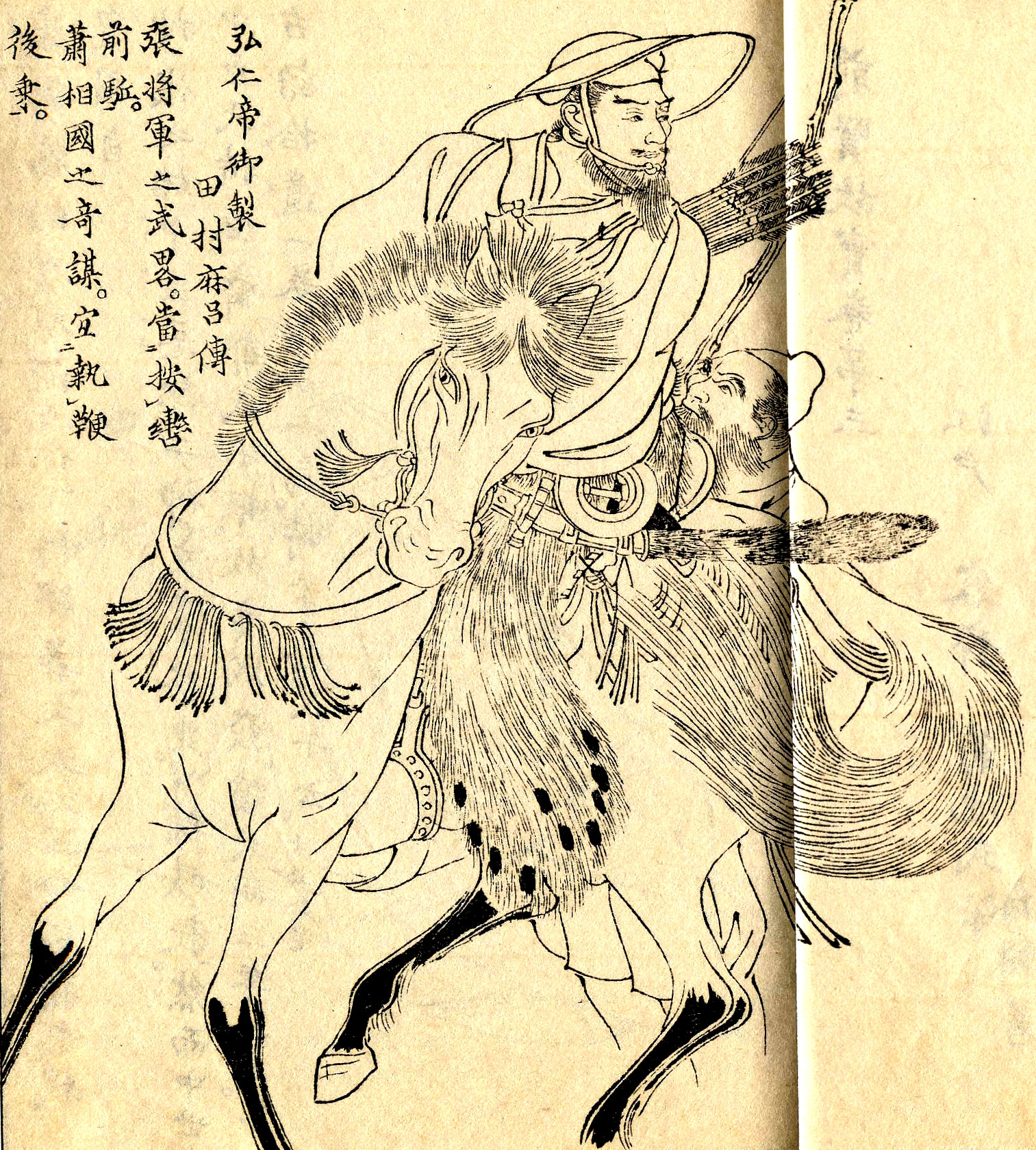
坂上田村麻呂　『前賢故實』（菊池容齋所繪)

坂上田村麻呂（日语：／ Sakanoue no Tamuramaro，758年（天平寶字2年）—811年6月17日（弘仁2年陰曆5月23日）），是日本奈良時代的武官。名字亦有田村麿的寫法。官位至正三位、大納言、右近衛大將兼兵部卿。勳二等。死後追贈從二位。因討平東北陸奧蝦夷的功勳，被封為第二任征夷大將軍（但被認為是首任實質上的征夷大將軍）。他是傳統日本文化中的武神（相對地文神、學問之神則是菅原道真）。有人说他祖先是阿知使主。

## 官歷
- 陆奥、出羽按察使兼陆奥守（延历十四年授）
- 征夷大将军（延历十六年授）
- 参议
- 中纳言
- 近卫大将
- 兵部卿
- 正三位
- 大纳言兼右近卫大将兵部卿（嵯峨天皇时期）
- 勋二等
- 追赠从二位

## 战功
- 延历十一年至十四年，大破虾夷，一举平定奥羽地区
- 延历二十年，一举击溃虾夷的主力部队，活捉虾夷首领阿弖流為、母礼两人，献于京都
- 平灭“药子之乱”

## 影视作品
- 2013年日本历史剧：《北之英雄（日语：火怨・北の英雄 アテルイ伝）》，高嶋政宏饰演坂上田村麻吕。